# Вали (Асколи Пичено)
Вали (итал. Valli) насеље је у Италији у округу Асколи Пичено, региону Марке.
Према процени из 2011. у насељу је живело 347 становника. Насеље се налази на надморској висини од 379 м.